# Мамайчук Іван Федорович
Іва́н Фе́дорович Мамайчу́к (12 лютого 1942, Тернівка — 16 листопада 2002, Новоград-Волинський) — композитор, педагог, диригент театрального симфонічного оркестру, художній керівник оркестру українських народних інструментів, Заслужений працівник культури України, автор гімну й почесний громадянин міста Звягель.

## Біографія
Народився в селі Тернівка Ярунського (Новоград-Волинського) району Житомирської області в родині Федора Тодосьовича та Теклі Миколаївни Мамайчуків. Родина Мамайчуків дала нам двох композиторів — Миколу Федоровича та Івана Федоровича. Обоє закінчили Житомирське музичне училище ім. Косенка по класу баяна. Микола закінчив Львівську консерваторію і став композитором, працював у Дрогобицькому музичному училищі.
По закінченню училища Іван був направлений до Казахстану, де працював викладачем Рузаєвської музичної школи, під час служби в армії у Львові грав у військовому оркестрі на кларнеті.
Після демобілізації із 1964 по 1969 рр. працював викладачем по класу баяна у Новоград-Волинській музичній школі № 1 та в філії Ярунської музичної школи, одночасно керував естрадним оркестром у міському Палаці культури, був диригентом театрального симфонічного оркестру. За музичне оформлення спектаклю «Щорс» отримав третю премію.
Разом із місцевим композитором Афанасієм Юхимовичем Човганем проводили заняття хору в Ярунському технікумі землевпорядкування, сам писав музику. Саме Човгань привів молодого музиканта в обласне об'єднання композиторів. Нарівні з Семеном Івановим і Афанасієм Човганем Іван Мамайчук увійшов і до Новоград-Волинського об'єднання композиторів.
У 1969—1975 рр. заочно навчався у Дрогобицькому музично-педагогічному інституті. Із 1969 р. 12 років працював директором Червоноармійської (Житомирської обл.) дитячої музичної школи, був керівником академічного хору Будинку культури, естрадного оркестру, хору-ланки с. Великий Луг, квартету баяністів, народного оркестру сіл Грузлівці та Стрибіж, змішаного ансамблю Червоноармійського Будинку культури. Всі ці колективи були лауреатами республіканських оглядів художньої самодіяльності.
У 1968 році організував народний оркестр українських народних інструментів і став його керівником, організував народний жіночий вокальний ансамбль «Червона калина» Новоград-Волинського заводу сільгоспмашин.
У 1978 році вступив на заочне відділення Львівської державної консерваторії ім. М. В. Лисенка на історико-теоретичний факультет, де навчався три роки.
Із 1981 року обіймав посаду директора Новоград-Волинського Палацу культури ім. Лесі Українки, одночасно викладав музику по класу баян у дитячій музичній школі.
У 2000 створює вокальний чоловічий ансамбль «Хміль», якому було присвоєно звання «народний» та упорядковує пісенник «Сім струн», який вийшов у видавництві «Новоград».
У 2002 році у цьому ж видавництві побачив світ збірник музичних творів І. Мамайчука "Мої пісні — мої дороги. У збірці є пісні на слова місцевих поетів Юрія Ковальського, Валентини Ксендзук, Анатолія Клюска, Петра Фатенка, Марії Павленко, Ольги Бортнікової та ін.
16 листопада 2002 року, Івана Мамайчука не стало. В пам'ять про величезний доробок маестро в місті Новоград-Волинський, на його честь названо вулицю.
У 2017, з нагоди 75-річчя від дня народження Івана Федоровича Мамайчука, в Пулинській школі мистецтв, Житомирської обл., відбулося відкриття меморіальної дошки, як засновнику та першому директору музичної школи, композитору, заслуженому працівнику культури України.
Понад 150 пісень і творів для солістів, хору, ансамблів, оркестру — такий творчий доробок композитора.